# Baladas de Coimbra (EP I de José Afonso)
Baladas de Coimbra é um EP de José Afonso, lançado em 1962.

## Faixas
| N.º | Título                       | Compositor(es)                             | Duração |  |
| 1.  | "Menino d'Oiro"              | José Afonso                                |         |  |
| 2.  | "Tenho Barcos, Tenhos Remos" | Popular/José Afonso                        |         |  |
| 3.  | "No Lago do Breu"            | José Afonso                                |         |  |
| 4.  | "Senhor Poeta"               | José Afonso/António Barahona/Manuel Alegre |         |  |

## Músicos
- Rui Pato